# Легуцано (Виченца)
Легуцано је насеље у Италији у округу Виченца, региону Венето.
Према процени из 2011. у насељу је живело 77 становника. Насеље се налази на надморској висини од 337 м.